# Pepelana
Pepelana falu Horvátországban Verőce-Drávamente megyében. Közigazgatásilag Suhopoljéhoz tartozik.

## Fekvése
Verőce központjától légvonalban 13, közúton 17 km-re délkeletre, községközpontjától légvonalban 6, közúton 8 km-re délre, Nyugat-Szlavóniában, a Bilo-hegység északi völgyében, a Breznica-patak partján, Pčelić és Rodin Potok között fekszik. Vasútállomása van a Verőce-Daruvár vasútvonalon.

## Története
A régészeti leletek tanúsága szerint Pepelana területén már a kőkorszakban is éltek emberek. A falu déli részén a Brežnica-patak völgyében található a Lug nevű régészeti lelőhely. Ez a lelőhely rejti a harmadik kőkorszaki települést abban az egyedülálló kőkorszaki településláncolatban, melynek első két tagja a szomszédos Pčelić területén fekvő Dakino brdo és Medakuša nevű lelőhelyen található. A lelőhely egy 90 méter átmérőjű tellből és két hosszúkás dombocskából áll. A tell egy része mára sajnos megsemmisült, mivel kettévágta a Verőce-Daruvár vasútvonal. A régészeti feltárás csak akkor kezdődött meg, amikor 1985-ben vízvezetéket vittek át a területen. A feltárt mintegy 400 négyzetméteres területen egy nagyobb, földbe ásott lakóházakból álló település maradványai kerültek elő. A házak több helyiségből álltak és némelyiknek a szélessége a 25 métert is elérte. A házakban a starčevoi kultúra cseréptöredékeit találták, amely a legősibb újkőkori kultúra ezen a vidéken. A cseréptöredékek mellett oltárkövek, házmodellek töredékei, idolok, szövéshez használt nehezékek, kőszerszámok stb. kerültek elő.
A mai település a 19. század elején keletkezett. Neve a „pepeo” (hamu) főnévből származik.
A második katonai felmérés térképén már néhány házzal „Pepelana” néven találjuk. Verőce vármegye Verőcei járásának része volt. A településnek 1869-ben 62, 1910-ben 58 lakosa volt. 1910-ben a népszámlálás adatai szerint lakosságának 88%-a magyar, 12%-a horvát anyanyelvű volt. Az I. világháború után 1918-ban az új szerb-horvát-szlovén állam, majd később (1929-ben) Jugoszlávia része lett. A II. világháború idején az üldöztetés elől elmenekült magyar lakosság helyére a háború után horvátok és szerbek érkeztek. 1991-ben 565 főnyi lakosságának 49%-a horvát, 47%-a szerb nemzetiségű volt. 2011-ben a településnek 116 lakosa volt.

## Lakossága
| Lakosság változása | Lakosság változása | Lakosság változása | Lakosság változása | Lakosság változása | Lakosság változása | Lakosság változása | Lakosság változása | Lakosság változása | Lakosság változása | Lakosság változása | Lakosság változása | Lakosság változása | Lakosság változása | Lakosság változása | Lakosság változása |
| ------------------ | ------------------ | ------------------ | ------------------ | ------------------ | ------------------ | ------------------ | ------------------ | ------------------ | ------------------ | ------------------ | ------------------ | ------------------ | ------------------ | ------------------ | ------------------ |
| 1857               | 1869               | 1880               | 1890               | 1900               | 1910               | 1921               | 1931               | 1948               | 1953               | 1961               | 1971               | 1981               | 1991               | 2001               | 2011               |
| 0                  | 62                 | 59                 | 72                 | 90                 | 58                 | 227                | 262                | 543                | 535                | 462                | 353                | 256                | 240                | 126                | 116                |

(1931-ig településrészként. 1857-ben lakosságát Pčelićhez számították.)

## Nevezetességei
Lug történelem előtti település régészeti lelőhelye a Brežnica-patak völgyében a falu déli részén. Az itteni földeken ma is találnak cseréptöredékeket, kőszerszámokat. Régészeti feltárása 1985-ben egy vízvezeték építése kapcsán történt meg. A Starčevo, a Sopot, a Seče és Retz-Gajary kultúra házainak maradványai kerültek elő.

## Oktatás
A településen a suhopoljei elemi iskola négyosztályos területi iskolája működik.